# Eschlikon
Eschlikon (toponimo tedesco) è un comune svizzero di 4 296 abitanti del Canton Turgovia, nel distretto di Münchwilen.

## Storia
Nel 1997 Eschlikon ha inglobato il comune soppresso di Wallenwil e le frazioni di Hurnen, Riethof e Than, fino ad allora appartenenti al comune di Horben bei Sirnach.

## Monumenti e luoghi d'interesse

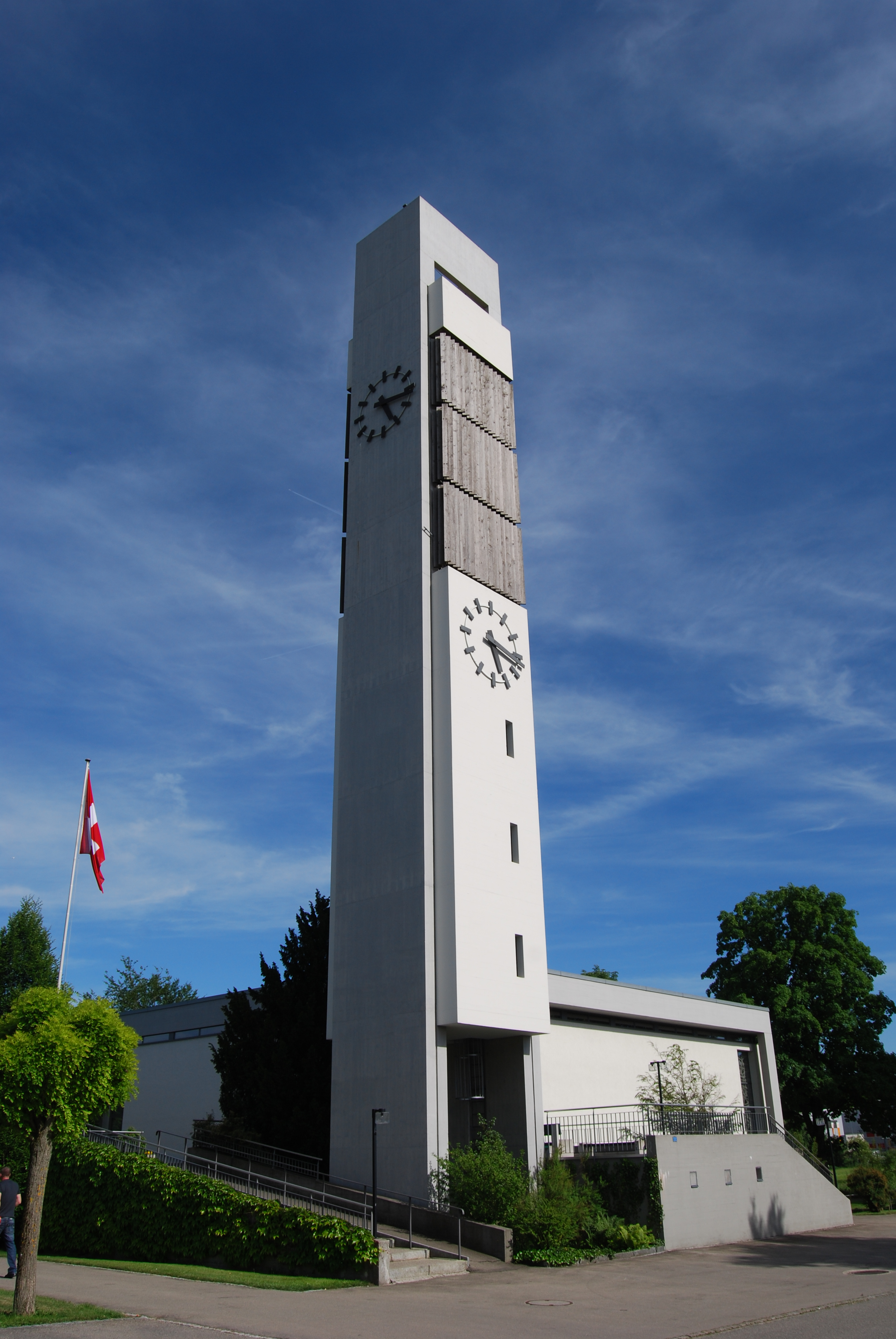
La chiesa di San Nicolao della Flüe

- Chiesa cattolica di San Nicolao della Flüe, eretta nel 1963-1964[senza fonte].

## Società

### Evoluzione demografica
L'evoluzione demografica è riportata nella seguente tabella (dal 2000 con Hurnen, Than e Wallenwil):
Abitanti censiti

## Amministrazione
Ogni famiglia originaria del luogo fa parte del cosiddetto comune patriziale e ha la responsabilità della manutenzione di ogni bene ricadente all'interno dei confini del comune.

## Infrastrutture e trasporti
Eschlikon è servita dall'omonima stazione sulla ferrovia San Gallo-Winterthur.